# Live Films 夏休み子供コンサート ゆずスマイル
LIVE FILMS「夏休み子供コンサート ゆずスマイル」はFCゆずの輪限定で2003年10月1日にセーニャ・アンド・カンパニーより発売。